# 青狼武士
青狼 武士（せいろう たけし、1988年8月18日 - ）は、モンゴル国ボルガン県出身で、錣山部屋に所属した元大相撲力士。本名はアムガー・ウヌボルド（モンゴル語キリル文字表記：Амгаагийн Өнөболд）。身長185cm、体重139kg。最高位は西前頭14枚目（2016年5月場所）。

## 来歴
父親はブフ（モンゴル相撲）の元関脇で、横綱・朝青龍の父親と友人であった。中学生時代まではモンゴル相撲にも本格的な経験はなく、ナーダムが近づいたら稽古する程度であった。日本の大相撲中継を見始めた時期は朝青龍が横綱へと駆け上がっていく時期であり、見入るようになった。14歳のときに約1000人が参加したという日本の相撲オーディションに優勝し、相撲留学のために来日する予定であったが、直前にバスケットボールのプレイ中に右足を亀裂骨折したため話は流れてしまった。その2年後に朝青龍から電話がかかってきたことで来日が決まったという。
2005年4月に朝青龍宅に10日間ほど滞在し、高砂部屋の稽古に参加、5月場所前に錣山部屋に入門することとなり、師匠の錣山(元関脇 寺尾)と初対面をした。青狼という四股名は、朝青龍の「青」とモンゴルの象徴である「狼」から来ている。
2005年7月場所で初土俵を踏んでから幕下へ昇進する頃までは体重が100kgにも満たない軽量であり、「日本に来た時は2年で関取に上がれると思っていた。」という当初の自信とは裏腹に序二段通過に10場所を要した。だが、本人曰く「死んだ父親そっくりで生前の頃の怖さを思い出す」という印象の師匠や人格者で知られる兄弟子・豊真将に支えられ、その後の長い取的生活を乗り切った。
2007年5月場所から体重の増加に合わさるように5場所連続で勝ち越し、2008年3月場所で幕下昇進を果たした。その後、網膜剥離の手術などにより番付を下げたが、2009年5月場所では三段目優勝を果たした。2010年7月場所以降は幕下に定着し、2012年11月場所では関取目前の幕下5枚目以内の番付まで昇格。場所前には横綱・白鵬のいる宮城野部屋へ出稽古に行き、白鵬の熱心な指導を受けたが、幕下上位の壁に跳ね返されて負け越した。2013年5月場所は東幕下筆頭の番付におり、豊真将に続く錣山部屋2人目の関取へという期待が高まってきた。その5月場所は3番相撲で祥鳳の立合い変化に敗れてこの時点で黒星が先行するなど苦戦したものの、6番相撲で勝ち越しを決め、翌7月場所での関取昇進を決めた。
東十両9枚目での新十両となった7月場所は、13日目に勝ち越しを決めて9勝6敗だった。自己最高位を東十両7枚目に更新して迎えた翌9月場所は4勝11敗、さらに11月場所は東十両12枚目で6勝9敗に終わった。番付運に助けられ幕下陥落は免れたものの、2014年1月場所は十両尻の西十両14枚目と後のない地位に置かれた。この場所では初日に白星を上げた直後、2日目から6日目まで5連敗するなど序盤に乱調の様子を見せていた。しかし、一転して7日目から13日目まで7連勝として勝ち越しを果たし8勝7敗で終える。翌3月場所は10日目まで6勝4敗と白星が先行していたが、それ以降千秋楽まで5連敗して6勝9敗で終える。5月場所は絶好調であり、14日目を終えて10勝4敗。勝ったほうが優勝決定戦進出という千秋楽を制し、4敗の4人による十両優勝決定トーナメントに進出したが、惜しくも1回戦で敗退した。それでも続く7月場所では自己最高位を東十両5枚目まで更新。西十両10枚目で迎えた9月場所は9勝6敗の勝ち越し、翌11月場所は西十両3枚目まで自己最高位を更新した。
2015年7月場所にて新入幕。錣山部屋からの新入幕は豊真将以来2人目となった。新入幕会見では初土俵から59場所での入幕に「うれしいです。長かったですね。あと2、3年早く上がりたかった」と、初土俵、新十両も決めた名古屋の地で喜びをかみしめた。モンゴル出身力士として23人目（外国出身力士46人目）の幕内力士。角界入りの橋渡しをしてくれた元横綱・朝青龍にそっくりの顔立ちだが「あんまりうれしくない（笑い）。自分は自分なので」と苦笑いした。5月場所前には「お前みたいな弱いオオカミはいないんだよ」と言われたという。「結びの一番で取ってみたい。10番、11番勝ったら三賞もあると思う」と2ケタ勝利を目標に掲げた。
しかし新入幕の7月場所は14日目から給金相撲を2番連続で落として7勝8敗。翌9月場所は12日目から3連敗して負け越しを確定させ、千秋楽に勝つも7勝8敗。3場所の十両暮らしを経て2016年5月場所に再入幕を果たすも、幕内の壁に跳ね返されて5勝10敗の負け越し。西十両11枚目まで番付を下げた同年11月場所11勝4敗と自身2度目の2けた白星。場所後の2016年度冬巡業は全休。2017年9月場所は西十両12枚目とまたもや幕下陥落のピンチとなったが、この場所は9勝6敗と勝ち越してその危機を脱した。同年10月2日の明治神宮例祭奉祝全日本力士選士権大会第76回大会十両の部に参加して同部屋の阿炎と対決、勝利して優勝を果たした。2018年6月10日、2016年12月に婚姻届を提出してから番付が下がったことを理由に延期していた結婚披露宴を行った。師匠の錣山をはじめ、鶴竜、白鵬の両横綱ら約250人が出席した。謝辞では「どれくらいの人が来てくれるか分からなくて心配していたが、こんなにたくさんの方に来ていただき心がいっぱい」と感謝。白鵬は直立不動で静かに聞き入り、大きな拍手を送った。鶴竜はあいさつで「これを機に幕内に定着してほしい。２人で力を合わせて頑張ってください」と同郷の後輩にエール。2018年に入って以降も十両の中位～下位での土俵が続いたが、西十両9枚目で迎えた2018年9月場所では初日の志摩ノ海戦で左足を負傷。翌2日目は出場したものの力無く敗れ、結局場所3日目の9月11日に左足捻挫により休場した。その後7日目の炎鵬戦より再出場したものの本調子には程遠く、12日目の天空海戦で不戦勝を得た以外に白星を挙げることはできなかった。場所成績は1勝11敗3休となり、32場所連続で在位した関取の座から陥落することになった。本人は「なるべく当たっていくようにしているんですけど。番付はどうでもいい。1場所で戻るから大丈夫です」と語っていた。
2019年3月場所前の記事では師匠が「ダントツで稽古やってますから」と稽古熱心さを褒め称えていた。その言葉通り3月場所は西幕下3枚目の地位で6勝1敗の好成績を上げ、場所後に十両に復帰して幕下暮らしから3場所で脱出した。しかし、5月場所では西十両14枚目の地位で7勝8敗と負け越し、またも幕下に陥落となった。
2020年7月場所は東幕下57枚目として迎える予定だったが、7月13日付で引退した。無菌性髄膜炎を患い、2週間の入院で体重が20kg落ち、以後は力が出なくなってしまったという。断髪式は2022年8月20日に東京都内のホテルで行われ、師匠の錣山が止め鋏を入れた。
引退後はモンゴルに帰国して実業家となった。引退直後は不動産関係の仕事に就くことを希望していたが、2021年6月から石膏を扱う会社を経営している。

## 取り口
基本的に右四つ得意であるが、左前ミツを引いて攻める相撲も見せる。一方で立合いが甘い、左を取るのが遅いという弱点も存在しており、廻しが取れずに引いてしまう相撲も少なくない。幕下で足踏みしていた頃は立合いで頭から当たることを恐れていたが、それが解消されたことで十両昇進を掴んだとされており、錣山も十両昇進に際して「まわしを取るまでの技術を磨くこと。しっかり当たれば、引くこともない」と今後の課題を挙げていた。入門からしばらくは型が定まらず小手先に頼った雑な相撲が多かったものの、幕下上位に名前が載る頃にはこの経験を活かした形で突き押しを副次的な手段として用いるようになった。

## 主な成績
- 通算成績：433勝424敗25休（89場所）
- 幕内成績：19勝26敗（3場所）
- 十両成績：213勝243敗9休（31場所）

### 各段優勝
- 三段目優勝：1回（2009年5月場所）

### 場所別成績
| | 一月場所 初場所（東京）   | 三月場所 春場所（大阪） | 五月場所 夏場所（東京） | 七月場所 名古屋場所（愛知） | 九月場所 秋場所（東京） | 十一月場所 九州場所（福岡） |
| --- | ------------------------- | ----------------------- | ----------------------- | --------------------------- | ----------------------- | --------------------------- |
| 2005年 （平成17年） | x                         | x                       | x                       | （前相撲）                  | 東序ノ口41枚目 5–2      | 西序二段107枚目 5–2         |
| 2006年 （平成18年） | 西序二段60枚目 4–3        | 西序二段35枚目 3–4      | 西序二段57枚目 5–2      | 西序二段15枚目 3–4          | 西序二段37枚目 3–4      | 西序二段57枚目 4–3          |
| 2007年 （平成19年） | 東序二段33枚目 4–3        | 東序二段7枚目 3–4       | 東序二段29枚目 5–2      | 西三段目95枚目 4–3          | 東三段目78枚目 6–1      | 西三段目20枚目 4–3          |
| 2008年 （平成20年） | 東三段目7枚目 4–3         | 東幕下57枚目 3–4        | 西三段目6枚目 3–4       | 東三段目19枚目 3–4          | 西三段目31枚目 4–3      | 西三段目16枚目 3–4          |
| 2009年 （平成21年） | 西三段目34枚目 休場 0–0–7 | 西三段目95枚目 5–2      | 東三段目62枚目 優勝 7–0 | 東幕下37枚目 3–4            | 東幕下45枚目 3–4        | 東幕下53枚目 4–3            |
| 2010年 （平成22年） | 西幕下46枚目 4–3          | 東幕下40枚目 0–5–2      | 西三段目15枚目 5–2      | 東幕下56枚目 4–3            | 西幕下46枚目 5–2        | 西幕下30枚目 4–3            |
| 2011年 （平成23年） | 東幕下25枚目 3–4          | 八百長問題 により中止   | 西幕下33枚目 2–5        | 西幕下37枚目 5–2            | 東幕下22枚目 3–4        | 西幕下28枚目 3–4            |
| 2012年 （平成24年） | 東幕下36枚目 5–2          | 東幕下21枚目 4–3        | 西幕下17枚目 4–3        | 西幕下13枚目 4–3            | 東幕下9枚目 5–2         | 東幕下2枚目 3–5             |
| 2013年 （平成25年） | 西幕下6枚目 4–3           | 西幕下3枚目 4–3         | 東幕下筆頭 5–2          | 東十両9枚目 9–6             | 東十両7枚目 4–11        | 東十両12枚目 6–9            |
| 2014年 （平成26年） | 西十両14枚目 8–7          | 東十両10枚目 6–9        | 西十両12枚目 11–4       | 東十両5枚目 5–10            | 西十両10枚目 9–6        | 西十両3枚目 4–11            |
| 2015年 （平成27年） | 東十両9枚目 9–6           | 東十両4枚目 8–7         | 西十両筆頭 8–7          | 東前頭15枚目 7–8            | 東前頭16枚目 7–8        | 西十両2枚目 8–7             |
| 2016年 （平成28年） | 東十両筆頭 7–8            | 西十両筆頭 9–6          | 西前頭14枚目 5–10       | 東十両3枚目 8–7             | 東十両2枚目 4–11        | 西十両11枚目 11–4           |
| 2017年 （平成29年） | 東十両4枚目 4–11          | 西十両10枚目 8–7        | 東十両8枚目 8–7         | 西十両6枚目 4–11            | 西十両12枚目 9–6        | 東十両8枚目 6–9             |
| 2018年 （平成30年） | 東十両10枚目 8–7          | 東十両9枚目 8–7         | 東十両7枚目 8–7         | 東十両6枚目 6–9             | 西十両9枚目 1–11–3      | 西幕下8枚目 4–3             |
| 2019年 （平成31年 /令和元年） | 東幕下6枚目 4–3           | 西幕下3枚目 6–1         | 西十両14枚目 7–8        | 東幕下筆頭 5–2              | 東十両12枚目 2–7–6      | 西幕下6枚目 3–4             |
| 2020年 （令和2年） | 東幕下11枚目 3–4          | 西幕下16枚目 休場 0–0–7 | 感染症拡大 により中止   | 東幕下57枚目 引退 –         | x                       | x                           |
| 各欄の数字は、「勝ち-負け-休場」を示す。 優勝 引退 休場 十両 幕下 三賞：敢=敢闘賞、殊=殊勲賞、技=技能賞 その他：★=金星 番付階級：幕内 - 十両 - 幕下 - 三段目 - 序二段 - 序ノ口 幕内序列：横綱 - 大関 - 関脇 - 小結 - 前頭（「#数字」は各位内の序列） |                           |                         |                         |                             |                         |                             |

### 幕内対戦成績
| 力士名 | 勝数 | 負数 | 力士名 | 勝数 | 負数 | 力士名   | 勝数 | 負数 | 力士名 | 勝数 | 負数 |
| ------ | ---- | ---- | ------ | ---- | ---- | -------- | ---- | ---- | ------ | ---- | ---- |
| 朝赤龍 | 1    | 0    | 阿夢露 | 1    | 0    | 勢       | 0    | 1    | 遠藤   | 1    | 1    |
| 臥牙丸 | 2    | 0    | 鏡桜   | 0    | 1    | 北太樹   | 1    | 0    | 旭秀鵬 | 1    | 0    |
| 旭天鵬 | 1    | 0    | 琴勇輝 | 1    | 1    | 里山     | 1    | 0    | 松鳳山 | 0    | 1    |
| 蒼国来 | 2    | 0    | 大栄翔 | 0    | 2    | 大翔丸   | 1    | 0    | 貴ノ岩 | 1    | 0    |
| 豪風   | 0    | 1    | 千代鳳 | 0    | 2    | 千代大龍 | 0    | 2    | 時天空 | 0    | 1    |
| 德勝龍 | 0    | 1    | 豊ノ島 | 0    | 2    | 豊響     | 1    | 0    | 錦木   | 0    | 1    |
| 英乃海 | 2    | 1    | 誉富士 | 0    | 1    | 嘉風     | 0    | 1    |        |      |      |

## 改名歴
- 青狼 武士（せいろう たけし）2005年7月場所 - 2020年7月場所